# Ардеев, Клавдий Валерианович
Кла́вдий Валериа́нович Арде́ев (11 февраля 1924 — 29 июня 1981) — советский моряк, участник Великой Отечественной войны. Герой Социалистического Труда.

## Биография
Родился в 1924 году в селе Несь Мезенского уезда Архангельской губернии (ныне Заполярного района Ненецкого автономного округа).
В 1940 году трудоустроился мотористом Шойнинской радиостанции. В 1942 году мобилизован в Красную Армию. Участник Великой Отечественной войны. Защитник Советского Заполярья. Всю войну отслужил на боевом корабле, прошёл путь от матроса до боцмана.
После войны завершил обучение в Архангельском мореходном училище. С 1952 года — 3-й, 2-й штурман, помощник капитана парохода «Онега». С 1955 года — капитан среднего рыболовного траулера. Одним из первых, кто освоил северные районы промысла Норвежского моря. Четыре года подряд траулер оставался в числе «десятитысячников». В 1957 году экипаж траулера добыл 11 тысяч 625 центнеров рыбы. 6 лет подряд суда под его руководством добывали свыше 100 тысяч центнеров рыбы.
В дальнейшем работал капитаном большого морозильного траулера.
Являлся депутатом Мурманского областного Совета депутатов.
Проживал в Мурманске. Умер 29 июня 1981 года. Похоронен на Бугровском кладбище Нижнего Новгорода.

## Награды и память
Указом Президиума Верховного Совета СССР от 13 апреля 1963 года «за выдающиеся успехи в достижении высоких показателей добычи рыбы и производства рыбной продукции» Клавдию Ардееву было присвоено звание Героя Социалистического Труда с вручением ордена Ленина и золотой медали «Серп и Молот». Помимо этого Ардеев был награждён орденом Трудового Красного Знамени и рядом медалей.
В честь Клавдия Валериановича был назван большой морозильный рыболовный траулер.